# Diócesis de San Ángelo
La diócesis de San Ángelo (en latín: Dioecesis Angeliana y en inglés: Roman Catholic Diocese of San Angelo) es una circunscripción eclesiástica de la Iglesia católica en Estados Unidos. Se trata de una diócesis latina, sufragánea de la arquidiócesis de San Antonio. Desde el 12 de diciembre de 2013 su obispo es Michael James Sis.

## Territorio y organización
La diócesis tiene 96 951 km² y extiende su jurisdicción sobre los fieles católicos de rito latino residentes en el estado de Texas en los 29 condados de: Andrews, Brown, Callahan, Coke, Coleman, Concho, Crane, Crockett, Ector, Glasscock, Howard, Irion, Kimble, Martin, McCulloch, Menard, Midland, Mitchell, Nolan, Pecos, Reagan, Runnels, Schleicher, Sterling, Sutton, Taylor, Terrell, Tom Green y Upton.
La sede de la diócesis se encuentra en la ciudad de San Ángelo, en donde se halla la Catedral del Sagrado Corazón.
En 2020 en la diócesis existían 45 parroquias.

## Historia
La diócesis fue erigida el 16 de octubre de 1961 con la bula Qui Dei consilio del papa Juan XXIII, obteniendo el territorio de las diócesis de Amarillo, Austin, Dallas-Fort Worth (hoy dividida en las diócesis de Dallas y Fort Worth) y El Paso.
El 29 de septiembre de 1964, con la carta apostólica Pulchra appellatione, el papa Pablo VI proclamó al arcángel Miguel como patrono principal de la diócesis, y como patrón secundario a san Pío X.
El 25 de marzo de 1983 entregó una parte de su territorio para la erección de la diócesis de Lubbock mediante la bula Monent prudentia del papa Juan Pablo II.
La diócesis fue demandada por una víctima de seis años de abuso por parte del sacerdote David Espitia, quien se suicidó en 2003; la víctima acusó a la diócesis y al obispo Michael David Pfeifer de ser conscientes del peligro que representa Espitia para los niños, ya que sus actividades han sido denunciadas por los feligreses desde 1995, pero de no haber hecho nunca nada para detenerlo. La diócesis y la víctima llegaron a un acuerdo extrajudicial por un monto no revelado en noviembre de 2011.

## Estadísticas
Según el Anuario Pontificio 2021 la diócesis tenía a fines de 2020 un total de 87 500 fieles bautizados.
| Año                                                                             | Población            | Población | Población      | Sacerdotes | Sacerdotes    | Sacerdotes    | Bautizados por sacerdote | Diáconos permanentes | Religiosos | Religiosos | Parroquias |
| Año                                                                             | Bautizados católicos | Total     | % de católicos | Total      | Clero secular | Clero regular | Bautizados por sacerdote | Diáconos permanentes | Varones    | Mujeres    | Parroquias |
| ------------------------------------------------------------------------------- | -------------------- | --------- | -------------- | ---------- | ------------- | ------------- | ------------------------ | -------------------- | ---------- | ---------- | ---------- |
| 1966                                                                            | 59 105               | 600 000   | 9.9            | 73         | 43            | 30            | 809                      |                      |            | 16         | 35         |
| 1970                                                                            | 53 850               | 625 000   | 8.6            | 68         | 44            | 24            | 791                      |                      | 24         | 70         | 38         |
| 1976                                                                            | 66 850               | 556 961   | 12.0           | 61         | 32            | 29            | 1095                     |                      | 29         | 50         | 50         |
| 1980                                                                            | 76 738               | 556 971   | 13.8           | 62         | 36            | 26            | 1237                     | 63                   | 26         | 38         | 50         |
| 1990                                                                            | 68 294               | 674 500   | 10.1           | 68         | 38            | 30            | 1004                     | 45                   | 31         | 36         | 49         |
| 1999                                                                            | 82 008               | 715 375   | 11.5           | 66         | 48            | 18            | 1242                     | 36                   |            | 36         | 49         |
| 2000                                                                            | 84 900               | 699 834   | 12.1           | 53         | 33            | 20            | 1601                     | 40                   | 20         | 34         | 49         |
| 2001                                                                            | 82 600               | 699 834   | 11.8           | 51         | 33            | 18            | 1619                     | 40                   | 18         | 30         | 50         |
| 2002                                                                            | 82 522               | 683 043   | 12.1           | 56         | 38            | 18            | 1473                     | 38                   | 18         | 28         | 49         |
| 2003                                                                            | 89 372               | 682 945   | 13.1           | 57         | 37            | 20            | 1567                     | 35                   | 20         | 30         | 49         |
| 2004                                                                            | 82 734               | 673 801   | 12.3           | 56         | 40            | 16            | 1477                     | 35                   | 16         | 23         | 49         |
| 2012                                                                            | 85 500               | 619 000   | 13.8           | 57         | 45            | 12            | 1500                     | 81                   | 16         | 23         | 47         |
| 2014                                                                            | 88 900               | 629 000   | 14.1           | 65         | 55            | 10            | 1367                     | 82                   | 13         | 19         | 46         |
| 2016                                                                            | 83 265               | 773 419   | 10.8           | 59         | 53            | 6             | 1411                     | 77                   | 11         | 24         | 45         |
| 2017                                                                            | 85 252               | 796 935   | 10.7           | 62         | 55            | 7             | 1375                     | 73                   | 10         | 28         | 45         |
| 2020                                                                            | 87 500               | 809 525   | 10.8           | 66         | 56            | 10            | 1325                     | 75                   | 16         | 16         | 45         |
| Fuente: Catholic-Hierarchy, que a su vez toma los datos del Anuario Pontificio. |                      |           |                |            |               |               |                          |                      |            |            |            |

## Episcopologio
- Thomas Joseph Drury † (30 de octubre de 1961-19 de julio de 1965 nombrado obispo de Corpus Christi)
- Thomas Ambrose Tschoepe † (12 de enero de 1966-27 de agosto de 1969 nombrado obispo de Dallas)
- Stephen Aloysius Leven † (20 de octubre de 1969-24 de abril de 1979 renunció)
- Joseph Anthony Fiorenza † (4 de septiembre de 1979-6 de diciembre de 1984 nombrado obispo de Galveston-Houston)
- Michael David Pfeifer, O.M.I. (31 de mayo de 1985-12 de diciembre de 2013 retirado)
- Michael James Sis, desde el 12 de diciembre de 2013